# August Weber (General)
Karl August Ferdinand Weber (* 24. Oktober 1795 in Rostock; † 8. September 1873 in Frankfurt (Oder)) war ein preußischer Generalmajor.

## Leben

### Herkunft und Familie
August war ein Sohn des Rostocker Medizinprofessors August Gottlob Weber (1762–1807) und der Charlotte Friederica, geborene Maizier.
In erster Ehe vermählte sich Weber 1824 in Beuten mit Johanna Helene, geborene Priemer, verwitwete Skander (1793–1842). Im Jahre 1844 trat er mit Franziska Philippine Dorothea Charlotte Emilie Selma Feller († 1892) in Gleiwitz ein zweites Mal in den Stand der Ehe.
Weber hatte zwei Söhne und drei Töchter.

### Werdegang
Weber besuchte die Schule in Halle (Saale) und trat am 2. November 1813 in das Jäger-Detachement des Elb-National-Regiments ein. Während der Befreiungskriege nahm er an der Blockade von Magdeburg sowie den Schlachten bei Leipzig und Waterloo teil. 1817 avancierte er zum Portepeefähnrich im 2. Ulanen-Regiment der Preußischen Armee und stieg Ende Dezember 1819 zum Sekondeleutnant auf. Von August 1834 bis Oktober 1843 war Weber Regimentsadjutant, wurde zwischenzeitlich Premierleutnant und erhielt im Dezember 1840 den Charakter als Rittmeister. Mit Patent vom 17. Dezember 1841 wurde er am 1. Oktober 1842 als Kavallerieoffizier zum I. Bataillon im 22. Landwehr-Regiment kommandiert und am 22. März 1843 als Eskadronchef in das 3. Kürassier-Regiment versetzt. Weber stieg Mitte März 1850 zum Major und etatsmäßigen Stabsoffizier auf und war von Mitte November 1850 bis Ende Februar 1851 als Führer des 1. Landwehr-Kavallerie-Regiments kommandiert.
Am 23. Mai 1854 wurde Weber zum Kommandeur des 6. Husaren-Regiments ernannt und in dieser Eigenschaft bis Ende Mai 1858 zum Oberst befördert.  Er wurde dann am 25. Juli 1859 mit der Führung der 5. Kavallerie-Brigade beauftragt, mit dem Roten Adlerorden III. Klasse mit Schleife und dem Orden der Heiligen Anna II. Klasse ausgezeichnet und schließlich am 13. November 1859 mit seiner Regimentsuniform und Pension zur Disposition gestellt. Ende November 1861 erhielt er den Charakter als Generalmajor.